# Flandern-Rundfahrt 1983
Die Flandern-Rundfahrt 1983 war die 67. Austragung der Flandern-Rundfahrt, eines eintägigen Straßenradrennens. Es wurde am 3. April 1983 über eine Distanz von 267 km ausgetragen. Das Rennen wurde von Jan Raas vor Ludo Peeters und Marc Sergeant gewonnen.

## Teilnehmende Mannschaften
| TI-Raleigh-Campagnolo Del Tongo-Colnago | Europ Decor-Dries La Redoute-Motobécane | Fangio-Tönissteiner Boule d'Or-Colnago | Jacky Aernoudt-Rossin Elro Snacks-Auto Brabant | Safir-Van de Ven Cilo-Aufina | Peugeot-Shell Vivi-Benotto-Puma | Bianchi-Piaggio Perlav-Euro Soap |

## Ergebnis
| \| Gesamtwertung \| Gesamtwertung \| Gesamtwertung \| Gesamtwertung \| Gesamtwertung \| \| Fahrer \| Fahrer \| Land \| Team \| Zeit \| \| ------------- \| ------------------- \| ------------- \| ---------------------- \| --------------- \| \| 1. \| Jan Raas \| Niederlande \| TI-Raleigh-Campagnolo \| 6 h 37 min 27 s \| \| 2. \| Ludo Peeters \| Belgien \| TI-Raleigh-Campagnolo \| + 1 min 30 s \| \| 3. \| Marc Sergeant \| Belgien \| Europ Decor-Dries \| + 1 min 30 s \| \| 4. \| Luc Colijn \| Belgien \| Fangio-Tönissteiner \| + 1 min 30 s \| \| 5. \| Guy Nulens \| Belgien \| Jacky Aernoudt-Rossin \| + 1 min 30 s \| \| 6. \| Paul Haghedooren \| Belgien \| Splendor-Euro Shop \| + 1 min 30 s \| \| 7. \| Michel Pollentier \| Belgien \| Safir-Van de Ven \| + 1 min 30 s \| \| 8. \| Johan van der Velde \| Niederlande \| TI-Raleigh-Campagnolo \| + 1 min 30 s \| \| 9. \| Phil Anderson \| Australien \| Peugeot-Shell-Michelin \| + 1 min 30 s \| \| 10. \| Jan Bogaert \| Belgien \| Europ Decor-Dries \| + 6 min 22 s \| |                     |             |                        |                 |
| |                     |             |                        |                 |
| |                     |             |                        |                 |
| Gesamtwertung |                     |             |                        |                 |
| Fahrer | Fahrer              | Land        | Team                   | Zeit            |
| 1. | Jan Raas            | Niederlande | TI-Raleigh-Campagnolo  | 6 h 37 min 27 s |
| 2. | Ludo Peeters        | Belgien     | TI-Raleigh-Campagnolo  | + 1 min 30 s    |
| 3. | Marc Sergeant       | Belgien     | Europ Decor-Dries      | + 1 min 30 s    |
| 4. | Luc Colijn          | Belgien     | Fangio-Tönissteiner    | + 1 min 30 s    |
| 5. | Guy Nulens          | Belgien     | Jacky Aernoudt-Rossin  | + 1 min 30 s    |
| 6. | Paul Haghedooren    | Belgien     | Splendor-Euro Shop     | + 1 min 30 s    |
| 7. | Michel Pollentier   | Belgien     | Safir-Van de Ven       | + 1 min 30 s    |
| 8. | Johan van der Velde | Niederlande | TI-Raleigh-Campagnolo  | + 1 min 30 s    |
| 9. | Phil Anderson       | Australien  | Peugeot-Shell-Michelin | + 1 min 30 s    |
| 10. | Jan Bogaert         | Belgien     | Europ Decor-Dries      | + 6 min 22 s    |